# Baldassarre Carrari l'Ancien
Baldassarre Carrari dit Baldassarre Carrari l'Ancien est un peintre italien qui fut actif au XIVe siècle, membre de l'école de Forlì.

## Biographie
Baldassarre Carrari fut disciple de Giotto et influencé par son concitadin le peintre giottesque Guglielmo da Forlì.
Il eut pour disciple Melozzo da Forlì.